# 欣欣百貨
欣欣百貨為台灣台北市一間百貨公司，由中華民國國軍退除役官兵輔導委員會投資49%、民間投資51%，於1972年6月28日掛欣欣大眾公司招牌開幕，位於台北市中山區林森北路。

## 歷史
- 1972年6月28日，欣欣百貨開幕，掛「欣欣大眾公司」招牌。
- 1973年，欣欣百貨在台北市萬華區開設萬華分公司，掛「欣欣大眾公司萬華分公司」招牌。
- 1976年，欣欣百貨在台北市忠孝東路、復興南路口開設復興分公司，掛「欣欣大眾公司復興超級市場」招牌。
- 1980年，復興超級市場結束營業。
- 1981年，欣欣百貨萬華分公司結束營業。
- 1985年1月3日，欣欣百貨與永大工程合建大樓「欣欣綜合大樓」動土典禮。
- 1986年，欣欣百貨在台北市館前路開的麵包店「小欣欣西點麵包」結束營業，欣欣百貨在桃園縣龜山鄉林口長庚紀念醫院開設「長庚醫院示範店」。
- 1989年，欣欣綜合大樓落成暨欣欣百貨擴大營業開幕，玩具反斗城欣欣百貨一樓分店開幕；欣欣百貨在台北市西藏路開設「欣欣大眾公司莒光超級市場」。
- 1992年，欣欣百貨長庚醫院示範店結束營業，欣欣百貨莒光分店（原莒光超級市場）增加百貨商場開幕。
- 1992年9月26日，欣欣百貨在台北市北投區公館路198號（今家樂福超市北投公館店）開設「欣欣大眾百貨北投量販超市」。
- 1995年，欣欣百貨全館改裝重新開幕，北投量販超市租約到期結束營業。
- 2002年，欣欣晶華影城（現今「欣欣秀泰影城」）開幕。
- 2006年5月，欣欣大眾公開招標「改裝重新招商計畫」；最後由仲量聯行得標，8月仲量聯行和欣欣大眾簽下招商合約，3個月不到就招滿9成，年底開始改裝工程。
- 2007年3月，欣欣綜合大樓改裝完成，引進年輕都市休閒風格的二線國際精品品牌，超市則由Wellcome Gourmet超市進駐，並撤下使用長達35年的「大眾」二字，更名為欣欣百貨。[2]
- 2016年5月27日，欣欣百貨1F、2F改裝重新開幕，優衣庫、星期五美式餐廳、涮乃葉吃到飽日式涮涮鍋進駐。
- 2021年3月，欣欣百貨B1F局部改裝，壽司郎進駐。

## 鄰近周邊
- 台北晶華酒店
- 麗晶精品Regent Galleria
- 林森公園
- 康樂公園
- 條通商圈

## 外部連結
- （繁體中文） 欣欣百貨ShinShin （页面存档备份，存于）
- 欣欣百貨的Facebook專頁
- 台灣公司資料